# Muhammad Saleh Arifin
Muhammad Saleh Arifin (23 tháng 11 năm 1926 –?) là một sĩ quan quân đội và chính trị gia người Indonesia, ông giữ chức thị trưởng Medan từ năm 1974 đến năm 1980 và là đại biểu của Hội đồng Đại diện Nhân dân.

## Tiểu sử
Arifin sinh ra ở Medan vào ngày 23 tháng 11 năm 1926. Ông học bảy năm tại trường Taman Siswa và dành một năm học kinh tế ở Kayutanam, Tây Sumatra. Sau khi làm việc tại một hiệu sách ở Medan và đồn điền ở Binjai trong thời kỳ Nhật Bản chiếm đóng, ông gia nhập Lục quân Indonesia trong Cách mạng Dân tộc Indonesia. Sau đó ông hoàn thành trung học cơ sở và trung học phổ thông ở Medan, trước khi tuyển vào trường sĩ quan bộ binh ở Bandung.
Ông sau đó đóng quân ở Bắc Sumatra đến năm 1963 rồi được tái bổ nhiệm đến Quân khu Siliwangi trong một năm. Ông được phân công đến Bắc Sumatra và trở thành phụ tá cho tư lệnh quân sự khu vực tại Quân khu Bukit Barisan.
Sau đó ông được bổ nhiệm trở thành chủ tịch đảng cấp tỉnh đại diện Golkar ở Bắc Sumatra. Ông giữ chức vụ này đến năm 1973. Năm 1971, ông được bầu vào Hội nghị Hiệp thương Nhân dân mới thành lập với tư cách là người đại diện lục quân với quân hàm thượng tá. Đến năm 2004, một khối ghế trong Hội nghị dành riêng cho cảnh sát và sĩ quan quân đội. Sau đó ông giữ chức thị trưởng Medan, giữ quyền thị trưởng bắt đầu từ ngày 27 tháng 7 năm 1974 kế nhiệm Sjoerkani. Ông chính thức được bổ nhiệm giữ chức thị trưởng vào ngày 31 tháng 7 năm 1975, và nhiệm kỳ kết thúc vào ngày 31 tháng 3 năm 1980. Trong nhiệm kỳ thị trưởng, một khu cờ bạc có tiếng hoạt động ở Medan với sự cho phép của thành phố, Arifin đã biện hộ chống lại sự chỉ trích của giới truyền thông. Arifin cho biết, những người tổ chức đánh bạc đồng ý trả số tiền 15 triệu Rupiah (~36.000 USD theo tỷ giá thập niên 1970) mỗi tháng cho chính quyền thành phố và chỉ mở cửa trong ba tháng. Ông cho biết số tiền này sẽ được dùng để xây dựng một khu phố mới.
Ông được an táng tại Nghĩa trang Anh hùng Bukit Barisan ở Medan.